# Jordan Veretout
Jordan Marcel Gilbert Veretout  (Ancenis, 1 maart 1993) is een Frans voetballer die doorgaans als defensieve middenvelder speelt. Hij tekende in september 2020 een vierjarig contract tot medio 2024 bij AS Roma, dat hem overnam van Fiorentina.

## Clubcarrière

### FC Nantes
Veretout werd op zijn negende opgenomen in de jeugdopleiding van FC Nantes. Hiervoor maakte hij op 13 mei 2011 zijn profdebuut, tijdens een wedstrijd in de Ligue 2 tegen CS Sedan. Veretout kreeg op 22 juli 2011 voor het eerst een plaats in de basis van de club, in een bekerduel tegen Reims. Hij speelde in de volgende twee seizoenen meer dan zestig competitiewedstrijden voor de club en promoveerde daarmee in 2013 naar de Ligue 1. Ook hierin bleef Veretout een basisspeler. Hij hielp Nantes als zodanig twee seizoenen op rij om enkele plaatsen boven de degradatiestreep te blijven.

### Aston Villa
Veretout tekende in juli 2015 een contract tot medio 2020 bij Aston Villa, de nummer zeventien van de Premier League in het voorgaande seizoen. Dat nam hem voor een niet bekendgemaakt bedrag over van Nantes. Volgens media ging het om een bedrag van rond de 7 miljoen euro. Hij was de vierde speler die Villa die zomer uit Frankrijk haalde. Hij speelde één seizoen in Birmingham en kwam tot 29 wedstrijden. Het seizoen erop werd hij verhuurd aan Saint-Étienne, dat op dat moment uitkwam in de UEFA Europa League. Hij speelde dat seizoen 43 wedstrijden en scoorde zeven goals. Vervolgens keerde hij terug naar Engeland.

### Fiorentina
Aston Villa verkocht Veretout in de zomer van 2017 voor zo'n 7 miljoen euro aan Fiorentina. Hij tekende in Florence een contract voor vier jaar. Hij speelde twee seizoenen bij Fiorentina en kwam 75 wedstrijden en vijftien goals.

### AS Roma
In het seizoen 2019/20 werd hij door een seizoen gehuurd door AS Roma, dat een verplichting had om hem het seizoen daarop definitief over te nemen. Daar ging een bedrag van zestien miljoen euro mee gemoeid, dat nog tot achttien miljoen euro kon oplopen. In het seizoen 2020/21 scoorde hij tien goals in de Serie A. Hij was de eerste Franse middenvelder sinds Michel Platini in 1985/86 die dit voor elkaar kreeg. In drie seizoenen kwam Veretout tot 131 wedstrijden en 22 goals.

### Olympique Marseille
In de zomer van 2022 had Olympique Marseille elf miljoen euro voor Veretout. De eerste seizoenshelft miste Veretout geen wedstrijd. In de laatste wedstrijd voor de WK-break, op 13 november 2022, maakte hij zijn eerste goal voor Marseille in de 3-2 overwinning op AS Monaco.

## Clubstatistieken
| Seizoen | Club                | Competitie     | Competitie | Competitie | Beker | Beker | Internationaal | Internationaal | Totaal | Totaal |
| Seizoen | Club                | Competitie     | Wed.       | Dlp.       | Wed.  | Dlp.  | Wed.           | Dlp.           | Wed.   | Dlp.   |
| ------- | ------------------- | -------------- | ---------- | ---------- | ----- | ----- | -------------- | -------------- | ------ | ------ |
| 2010/11 | FC Nantes           | Ligue 2        | 1          | 0          | 0     | 0     | 0              | 0              | 1      | 0      |
| 2011/12 | FC Nantes           | Ligue 2        | 35         | 6          | 5     | 0     | 0              | 0              | 40     | 6      |
| 2012/13 | FC Nantes           | Ligue 2        | 31         | 0          | 3     | 1     | 0              | 0              | 34     | 1      |
| 2013/14 | FC Nantes           | Ligue 1        | 27         | 1          | 4     | 0     | 0              | 0              | 31     | 1      |
| 2014/15 | FC Nantes           | Ligue 1        | 36         | 7          | 4     | 0     | 0              | 0              | 40     | 7      |
| 2015/16 | Aston Villa         | Premier League | 25         | 0          | 4     | 0     | 0              | 0              | 29     | 0      |
| 2016/17 | → Saint-Étienne     | Ligue 1        | 35         | 3          | 1     | 1     | 7              | 0              | 43     | 4      |
| 2017/18 | Fiorentina          | Serie A        | 36         | 8          | 2     | 2     | 0              | 0              | 38     | 10     |
| 2018/19 | Fiorentina          | Serie A        | 33         | 5          | 4     | 0     | 0              | 0              | 37     | 5      |
| 2019/20 | → AS Roma           | Serie A        | 33         | 6          | 2     | 0     | 8              | 1              | 43     | 7      |
| 2020/21 | AS Roma             | Serie A        | 29         | 10         | 1     | 0     | 8              | 1              | 38     | 11     |
| 2021/22 | AS Roma             | Serie A        | 36         | 4          | 2     | 0     | 12             | 0              | 50     | 4      |
| 2022/23 | Olympique Marseille | Ligue 1        | 15         | 1          | 0     | 0     | 6              | 0              | 21     | 1      |
| Totaal  | Totaal              | Totaal         | 372        | 51         | 32    | 4     | 41             | 2              | 445    | 57     |

## Erelijst
| Competitie                    |        |         |        |        |
| Competitie                    | Aantal | Jaren   |        |        |
| Nantes                        | Nantes | Nantes  | Nantes | Nantes |
| ----------------------------- | ------ | ------- | ------ | ------ |
| Ligue 2                       | 1x     | 2012/13 |        |        |
| AS Roma                       |        |         |        |        |
| UEFA Europa Conference League | 1x     | 2021/22 |        |        |
| Frankrijk –20                 |        |         |        |        |
| FIFA WK –20                   | 1x     | 2013    |        |        |
| Frankrijk                     |        |         |        |        |
| UEFA Nations League           | 1x     | 2020/21 |        |        |

1 Rulli ·
3 Merlin ·
5 Balerdi  ·
6 Garcia ·
7 Carboni ·
8 Maupay ·
9 Wahi ·
10 Greenwood ·
11 Harit ·
12 De Lange ·
13 Cornelius ·
14 Moumbagna ·
17 Rowe ·
18 Meïté ·
19 Kondogbia ·
20 Brassier ·
21 Rongier ·
22 Sternal ·
23 Højbjerg ·
24 Mughe ·
25 Rabiot ·
29 Lirola ·
34 Nadir ·
36 Blanco ·
37 Soglo ·
44 Henrique ·
48 Abdallah ·
51 Koné ·
62 Murillo ·
99 Mbemba ·
Coach: De Zerbi
· Assistent-coach: Abardonado
1 Lloris  ·
2 Pavard ·
3 Disasi ·
4 Varane ·
5 Koundé ·
6 Guendouzi ·
7 Griezmann ·
8 Tchouaméni ·
9 Giroud ·
10 Mbappé ·
11 Dembélé ·
12 Kolo Muani ·
13 Fofana ·
14 Rabiot ·
15 Veretout ·
16 Mandanda ·
17 Saliba ·
18 Upamecano ·
19 Benzema ·
20 Coman ·
21 L. Hernández ·
22 T. Hernández ·
23 Aréola ·
24 Konaté ·
25 Camavinga ·
26 Thuram ·
Coach: Deschamps